# Резолюция Совета Безопасности ООН 1012
Резолюция Совета Безопасности Организации Объединённых Наций 1012 (код — S/RES/1012), принятая 28 августа 1995 года, после рассмотрения ситуации в Бурунди. Совет Безопасности ООН учредил международное расследование убийства президента Бурунди Мельхиора Ндадае (первого президента Бурунди из племени хулу) во время военного переворота в октябре 1993 года..
Рассмотрев отчет миссии по установлению фактов в Бурунди, Совет отметил, что международный комитет будет играть роль в расследовании переворота 1993 года и последующей резни. Расследование было рекомендацией Генерального секретаря ООН Бутроса Бутроса-Гали, и правительство Бурунди само призвало к его созданию, а массовые убийства назвать геноцидом. В Бурунди были совершены нарушения международного гуманитарного права, и судебная система страны должна быть укреплена. Также серьёзную озабоченность вызывает возобновление радиопередач, призывающих к этнической ненависти, и виновные в нарушениях будут привлечены к ответственности.
Затем Совет Безопасности обратился к Генеральному секретарю с просьбой учредить международное расследование со следующим мандатом:
(a) расследовать убийство президента Бурунди 21 октября 1993 года и последующую резню;
(b) предложить меры по привлечению виновных к ответственности.
Международная комиссия состояла из пяти юристов, отобранных Генеральным секретарем. Всем странам и организациям, располагающим информацией, было предложено предоставить её комиссии. В течение трех месяцев Бутросу-Гали было предложено представить доклад о работе комиссии.
Все стороны и учреждения в Бурунди были призваны сотрудничать с комиссией по расследованию путем:
(a) принятия мер для того, чтобы комиссия могла работать беспрепятственно;
(b) предоставлять комиссии запрашиваемую ею информацию;
(c) позволить комиссии собрать всю необходимую информацию;
(d) разрешить комиссии допрашивать любого человека;
(e) разрешить комиссии посещать любое место в любое время;
(f) гарантировать безопасность, охрану и уважать свободу свидетелей.